# Tony Emilson

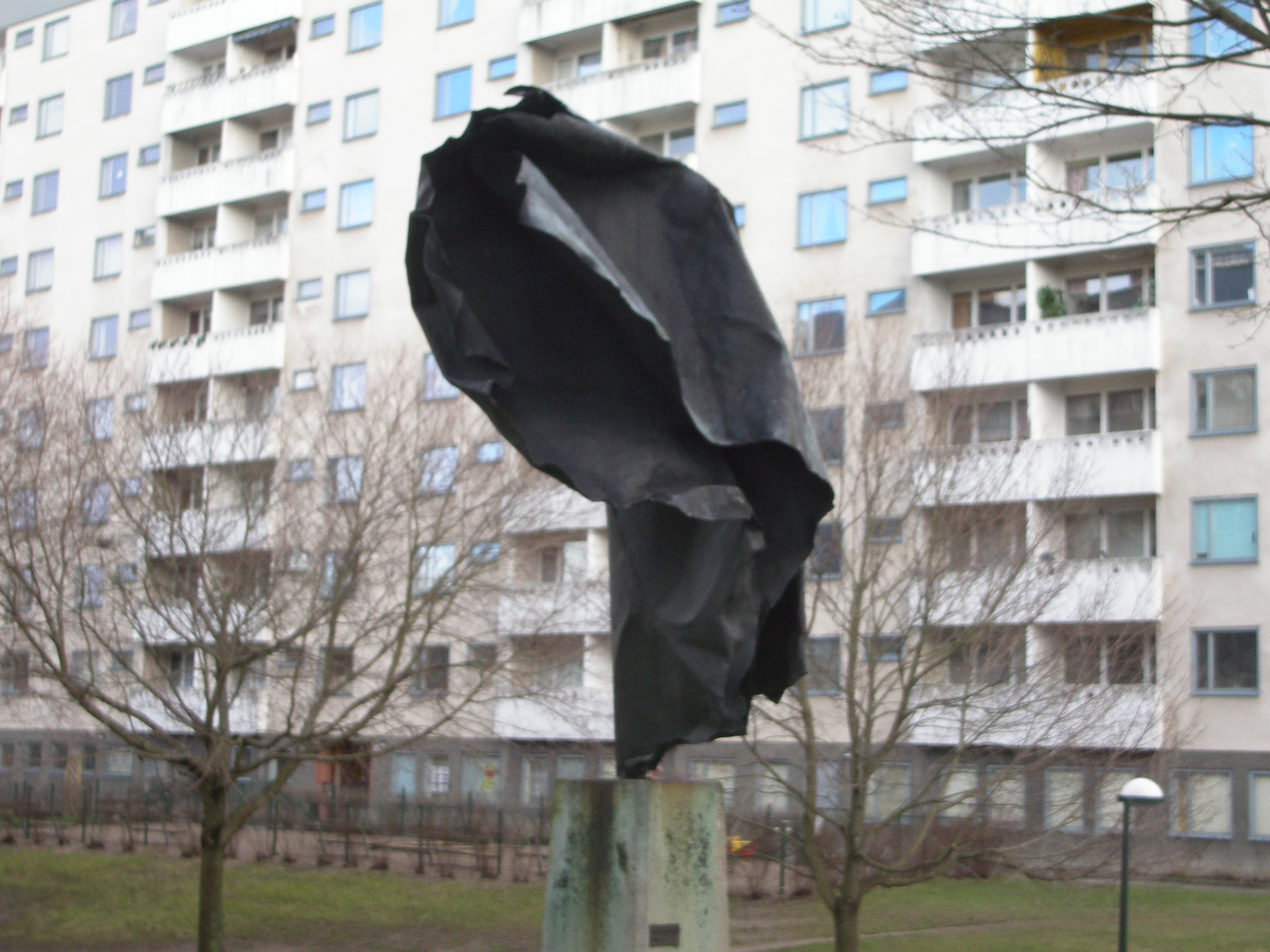
Nike kopparplåt (1965), Vita Liljans väg i Bredäng, Stockholm.

Tony Axel Fredrik Emilson, född 16 juni 1925 i Lannaskede församling, Jönköpings län, död 10 juli 2015 i Nynäshamn, Stockholms län, var en svensk skulptör.
Tony Emilson utbildade sig för Otte Sköld och för Lennart Rodhe och Pierre Olofsson på Académie Libre i Stockholm, samt vid Académie de la Grande Chaumière i Paris. Han hade sin första separatutställning på Sturegalleriet i Stockholm 1958. Han var bosatt i Provence i Frankrike 1973–2006.
Tony Emilson är känd för skulpturer i plåt som fångar rumsligheter. Hans mest kända verk är Nike, eller Nike i Bredäng, från 1965, i Stockholm. Statyn, som är gjord i vikt och skrynklad kopparplåt, står på en granitpelare mellan höghusen på Vita Liljans väg nära Bredängs centrum. Den associerar till den klassiska Nike från Samothrake och står genom sitt svepande formspråk i stark kontrast till de omgivande bostadshöghusen.

## Offentliga verk i urval
- Nike 1964 i Bredäng i Stockholm
- Källan 1966 i Värnamo
- Övergiven världsbild 1970 i Rocksta sjukhem i Stockholm
- Sipprande 1965, Byst 1965 och Sond 1969, samtliga tillhörande Stockholms skoldirektion